# 鄧寧 (內布拉斯加州)
鄧寧（英語：Dunning）是位於美國內布拉斯加州布萊恩縣的村。

## 人口
根據2020年美國人口普查的數據，鄧寧的面積為0.59平方千米，皆為陸地。當地共有人口80人，而人口密度為每平方千米136人。